# Таран Петро Тихонович
Таран Петро Тихонович (15 червня 1919, с. Шушвалівка Градизького району Полтавської обл. — 9 травня 1943, Краснодарський край) — Герой Радянського Союзу, сержант Червоної Армії, військ НКВС.

## Біографія
Народився 15 червня 1919 року в селі Шушвалівка, Градизького району Полтавської області.
З 1939 року на службі в Червоній Армії, у військах НКВС. Свій героїчний подвиг Петро Тихонович здійснив при проходженні служби у званні сержанта, командира відділення 2-ї роти 26 стрілецького полку першої окремої дивізії військ НКВС 56-ї армії Північно-Кавказького фронту.
9 травня 1943 року в бою за висоту 204,3 на підступах до Анапи сержант Таран першим увірвався у ворожі окопи і гранатами знищив кулеметну точку та 19 фашистів. Але бійцям його підрозділу не давала можливість успішно позвивати наступ сильно укріплена оборонна лінія противника з кількома рядами колючого дроту. Відділення сержанта Петра Тарана отримало завдання зробити прохід у дротяних загородженнях. Ножиць у бійців не виявилося, а діяти потрібно було швидко. Тому використали маленькі саперні лопатки і сокири. Бійці обережно просувалися зарослями і стрімко кинулись вперед. До загороджень залишались метри, але гітлерівці виявили сміливців і відкрили по них сильний вогонь. Сержант Петро Таран наказав бійцям залягти за горбом, а сам поповз вперед. Ось уже досяг загороджень і почав лопатою рубати дріт. Бійці і офіцери слідкували за його діями. Поповзли на допомогу бійці, прорубали перший ряд, але затупились лопатки, а тут фашисти відкрили вогонь по сміливцю. Долі секунди вирішували успіх операції, і тоді сержант Таран розхитав кілки, вирвав їх із землі, і підняв два прольоти дротяного загородження. Мимо нього бігли бійці, а він стояв з високо піднятими над головою кілками, обплутаними дротом.
В пальці і долоні все глибше й глибше врізалися металеві колючки, і коли бійці подолали дротяну перешкоду, Таран, стікаючи кров'ю, кинувся на ворожу траншею. Вогнем із автомата і гранатами він знищив іще біля 10 фашистів, а коли скінчилися патрони, пустив у хід приклад автомата. На очах у друзів він упав, підкошений ворожою кулею.
Похований П. Т. Таран в с. Молдаванське Кримського району Краснодарського краю.
29 жовтня 1943 року посмертно П.Т Тарану присвоєно звання Героя Радянського Союзу.
Шанують пам'ять Петра Тарана його земляки-односельці. Броварківська середня школа носить його ім'я, в кімнаті бойової слави школи оформлено куточок, де експонуються документи і матеріали про його подвиг. Матеріали про Героя-сержанта П. Т. Тарана експонуються в Центральному музеї прикордонних військ в Москві.
В роки Німецько-радянської війни воювали також на різних фронтах з гітлерівськими військами і загинули в боях ще два брати П. Т. Тарана: Дмитро Тихонович та Михайло Тихонович.